# Villars, Eure-et-Loir

Villars este o comună în departamentul Eure-et-Loir, Franța. În 1 ianuarie 2022 avea o populație de 180 de locuitori.